# Bernard Monot
Bernard Monot (ur. 3 lipca 1962 w Nicei) – francuski ekonomista i polityk, poseł do Parlamentu Europejskiego VIII kadencji.

## Życiorys
Ukończył studia z zakresu ekonomii i bankowości na Université d’Aix-Marseille I. Kształcił się również w HEC Paris. Pracował w różnych przedsiębiorstwach oraz instytucjach branży ubezpieczeniowej i finansowej. W 1989 wstąpił do Frontu Narodowego, w 2006 został doradcą partii w sprawach gospodarczych i budżetowych.
W 2014 otrzymał pierwsze miejsce na jednej z list okręgowych FN w wyborach europejskich, uzyskując w głosowaniu z maja tegoż roku mandat eurodeputowanego VIII kadencji.
W 2018 wystąpił z FN, dołączając do ugrupowania Powstań Francjo.